# بريتن نورمان ايلاندر
بريتن نورمان ايلاندر (بالإنجليزية: Britten-Norman Islander)‏ هي طائرة إقليمية خفيفة، للركاب والشحن، تم تصميمها وتصنيعها في الأصل من قبل بريتن نورمان من المملكة المتحدة. طائرة ايلاندير تعد واحدة من أكثر أنواع الطائرات التجارية مبيعا والمنتجة في أوروبا. وعلى الرغم من أن تصميمها يعود لعقد الستينيات من القرن العشرين، الأ أنه هناك أكثر من 750 طائرة لا تزال في الخدمة مع المشغلين التجاريين في مختلف أنحاء العالم. ويتم استخدام الطائرات أيضا من قبل الجيش البريطاني وقوات الشرطة في المملكة المتحدة، وللنقل الخفيف قبل أكثر من 30 شركة من شركات الطيران العسكري في جميع أنحاء العالم.
أنتجت في عام 1965 في بريطانيا. من صناعة بريتن نورمان. كان أول طيران لها في 12 يونيو 1965. ومازالت في الخدمة حتى الآن. صنع منها 1,280 طائرة.